# Glossina frezili
Glossina frezili är en tvåvingeart som beskrevs av Gouteux 1987. Glossina frezili ingår i släktet tsetseflugor, och familjen Glossinidae.
Artens utbredningsområde är Kongo. Inga underarter finns listade i Catalogue of Life.